# Gewinnungssprengung
Als Gewinnungssprengung (auch Abtragssprengung) wird die Sprengung von Gestein oder Boden bezeichnet, die zur Gewinnung von Material dient. So werden Gewinnungssprengungen eingesetzt, um leichter Material wie Sand oder Kies zum Bau von Verkehrswegen oder zur anderweitigen Weiterverarbeitung (beispielsweise in der Zementindustrie) zu erlangen. Hierfür werden Sprengstoffe in Bohrlöcher gefüllt, um volle Wirkung zielgerichtet zu entfalten.
Ein früheres Verfahren hierzu war das so genannte Romperit-Verfahren.